# Фудзівара но Цуґінава
Фудзівара но Цуґінава (727 —27 серпня 796) — середньовічний японський державний та військовий діяч періоду Нара. Відомий також як Фудзівара но Цуґутада.

## Життєпис
Походив з аристократичного клану Фудзівара, його Південної гілки (Нанке). Другий син Фудзівара но Тойонарі, Правого міністра. Народився у 727 році. Замолоду служив в міністерстві війни разом з батьком. Близько 755 року надано старший шостий ранг. Втім опала Тойонарі у 757 році завадила кар'єрі Цуґінави. Лише після повернення Фудзівара но Тойонарі до столиці Нара, Цуґінава отримав молодший п'ятий ранг. Невдовзі призначено кокусі провінції Сінано, а того ж року провінції Етідзен. У 765 році надано спочатку старший п'ятий ранг, а потім нижчу ступінь молодшого четвертого рангу. 766 року призначено начальником (бенканом) Правого крила Внутрішньої імператорської гвардії. Того ж року стає асоційованим державним радником. 768 року призначено заступником очільника Внутрішньої імператорської гвардії, а потім Головним Правим контролером (удайбеном), в обов'язки його входило контроль над міністерствами війни, покарань, імператорського господарства і великої скарбниці.
770 року отримав вищу ступінь молодшого четвертого рангу, а 771 року надано старший четвертий ранг. 771 року призначено кокусі провінції Тадзіма. Потім надано молодший третій ранг. 772 року послідовно очолював міністерства великої скарбниці і імператорського господарства. Того ж року стає Правим головою імператорської гвардії (у-хйоефу). 774 року очолив міністерство війни. Незабаром призначено лівим генералом імператорської гвардії (са-хйоефу).
На початку 780 року отримав призначення середнього державного радника. У квітні того ж року призначено сейї-тайсьоґун для придушення повстання племені ебісу, одного з народів еміші. 781 року очолював Центральне міністерство, потім Поліцейсько-судове управління столиці, зрештою отримав старший третій ранг. 783 року призначено старшим державним радником. 784 року очолив Дадзайфу та стає наставником спадкоємця трону принца Ате (майбутнього імператора Хейдзей). 786 року отримав молодший другий ранг й посаду міністра народних справ. 788 року брав участь у церемонії повноліття принца Ате .
790 року стає Правим міністром. Перебував на цій посаді до самої смерті. В цей час фактично очолив дадзьокан, відновивши вплив клану Фудзівара. Помер у 796 році. Після цього імператор Камму провів реформи, спрямовані на відновлення контролю імператорського дому над головними державними органами, а рід Фудзівара було усунуто на деякий час.